# Apollon Musagète Quartett
Apollon Musagète Quartett is een Pools strijkkwartet. Het brengt werk van Johann Sebastian Bach tot hedendaagse composities - met nadruk op Poolse muziek - en werkte samen met singer-songwriter Tori Amos.

## Biografie
Het kwartet werd opgericht in Wenen in 2006, door violisten Paweł Zalejski en Bartosz Zachłod, altviolist Piotr Szumieł en cellist Piotr Skweres. Nadat ze afstudeerden aan de Frédéric Chopinuniversiteit voor Muziek gingen de vier heren in Wenen kamermuziek studeren. Eerst bij Johannes Meissl aan de European Chamber Music Academy en vervolgens aan de Universiteit voor Muziek en Podiumkunsten in Wenen en bij leden van het Alban Berg Quartett. Na het beëindigen van hun studies besloten ze om samen te blijven spelen en richtten ze het Apollon Musagète Quartett op. Hun naam haalden ze bij Apollo, de Griekse god van de muziek en het onderwerp van een ballet van Stravinsky.
Ze braken internationaal door in 2008, toen ze de eerste prijs wonnen op de Internationaler Musikwettbewerb der ARD, in de strijkkwartet-categorie. In 2012 en 2014 werden ze tot BBC New Generation Artists verkozen, wat leidde tot een tournee door Engeland en opnames voor de BBC.
Het kwartet speelde concerten in Berliner Philharmoniker, Concertgebouw Amsterdam, Konzerthaus Berlin, Wigmore Hall London, Carnegie Hall in New York, Auditorio de Barcelona, Frauenkirche Dresden, Elbphilharmonie Hamburg, Gewandhaus Leipzig, Louvre in Parijs en Tonhalle Zürich. Ze traden verschillende keren op in Bozar in Brussel en in deSingel in Antwerpen, in 2019 begeleid door pianiste Gabriela Montero. Ze speelden op het Edinburgh International Festival, Rheingau Musik Festival, Schwetzinger SWR Festspiele. Ze traden op met orkesten zoals BBC National Orchestra of Wales, BBC Symphony Orchestra, Dresdner Philharmonie, Philharmonisches Orchester der Stadt Heidelberg, Wroclaw Chamber Orchestra Leopoldinum en het Pools Nationaal Radio-Symfonieorkest.
Ze speelden verder met solisten zoals klarinettist Martin Fröst, bandoneonspeler Per Arne Glorvigen, altviolist Nils Mönkemeyer, cellist István Várdai, klarinettist, mezzosopraan Angelika Kirchschlager en pianist Alexander Lonquich. Daarnaast werken ze graag met artiesten uit andere branches voor  projecten. Ze speelden mee op Night of Hunters (2011), een album van Tori Amos, waarvoor ze haar inspiratie haalde bij componisten zoals Charles-Valentin Alkan, Bach, Frédéric Chopin, Claude Debussy, Enrique Granados, Eric Satie en Franz Schubert. Het kwartet begeleidde de zangeres vervolgens ook bij haar tournee om het album te promoten, in Europa en de Verenigde Staten. Hun eigen composite A Multitude Of Shades verwijst naar de zangeres. Het acroniem van de vier letters van die titel is Amos. In het Staatstheater Nürnberg zorgden ze in 2016 voor de muziek bij een balletproductie met choreografieën van William Forsythe, Christian Spuck en Goyo Montero. In 2018 maakten ze een voorstelling met het Berlijnse theaterensemble Nico and the Navigators.
Het kwartet probeert om in elk concert dat ze geven minstens één stuk van een Poolse componist op te voeren. Vaak is dat werk van Karol Szymanowski, Fryderyk Chopin, Wacław z Szamotuł, Grażyna Bacewicz, Witold Lutosławski, Krzysztof Penderecki of een compositie van henzelf.

## Discografie[15]
- Haydn Brahms Szymanowski Schedrin (Oehms Classics - 2010)
- Multitude (Decca Records - 2013)
- String Quartet, Op.18 No.3 / Piano Quintet, Op.34 (BBC Music Magazine 2016) - muziek van Beethoven & Brahms, met Signum Quartet & Christian Ihle Hadland

## Onderscheidingen
- 2014 Borletti-Buitoni Trust Award[16]
- 2013 Paszport Polityki, in de categorie 'ernste Musik'[17]
- 2012–14 BBC New Generation Artist[18]
- 2010/11 Rising Star van de European Concert Hall Organization[19]
- 2010 Ö1 Pasticcio-prijs (prijs van de culturele omroep Ö1 en de krant Der Standard) voor hun debuutalbum bij OehmsClassics
- 2009 Młoda Polska - Promotieprijs van het Ministerie van Cultuur en Nationaal Erfgoed, Polen
- 2008, 2009 Esterházy-sponsorprijs
- 2008 1e Prijs en drie speciale prijzen op de 57e Internationaler Musikwettbewerb der ARD
- 2008 1e Prijs bij V.E. Rimbotti competition in Florence[20]
- 2007, 2008 Josef Windisch Wettbewerb
- 2007 speciale prijs op de International Joseph Haydn Kammermusik Wettbewerb[21]
- 2007 Bartók-prijs en Playel-prijs van de International Summer Academy (ISA)[22]